# Єгіндібулак (Хобдинський район)
Єгіндібула́к (каз. Егіндібұлақ) — село у складі Хобдинського району Актюбінської області Казахстану. Входить до складу сільського округу імені Івана Курманова.
До 2007 року село називалося Кизилту, в радянські часи називалось Кизил-Ту або Батпакти.
Населення — 326 осіб (2021; 183 у 2009, 219 у 1999, 373 у 1989).